# ネックノミネーション
ネックノミネーション（英語：Neknomination）、またはネックノミネート（Neknominate）は、インターネットを介して行われるイッキ飲みゲームのことである。

## 概要
参加者は、自らを撮影しながらアルコール飲料（主にビール）をイッキ飲みし、その動画をウェブにアップロードする。そして、他の2人または3人を指名（ノミネート）し、同じことをさせる。指名された人は24時間以内にこれを行わなければならない。
このゲームは広まるにつれ、より度数の高い酒を飲んだり、酒を飲みながら（または飲んだ直後に）危険なことに挑戦するなどエスカレートしている。イギリスのタブロイド紙メトロは、ネックノミネーションによってイギリスとアイルランドで少なくとも4人が死亡したと報じている。一方、南アフリカ共和国では、指名された人がイッキ飲みではなく「他人のために親切な行為をする（Random act of kindness）」という広がりも見せている。

## 起源
ロンドン・アイリッシュに所属するラグビー選手のロス・サムソンがFacebookに投稿した動画が起源とされる。オーストラリアのパースで始まったという説もある。

## 批判
イギリスの医師サラ・ジャーヴィスは、ネックノミネーションは「死のゲーム」であり、「アルコールは危険を認識する能力だけでなく対応する能力にも影響を及ぼす」と警鐘を鳴らしている。